# Violaine Averous
Pour les articles homonymes, voir Averous.
Violaine Averous (née le 15 mars 1985 à Toulouse) est une athlète française, spécialiste de la marche athlétique. 

## Biographie

### Palmarès
- Championnats de France d'athlétisme :
  - vainqueur du 10 000 m marche en 2013

### Records
| Épreuve      | Performance     | Lieu       | Date        |
| ------------ | --------------- | ---------- | ----------- |
| 20 km marche | 1 h 36 min 20 s | La Corogne | 6 juin 2015 |